# Earthling
| 전문가 평가                       | 전문가 평가 |
| 평가 점수                         | 평가 점수   |
| 출처                              | 점수        |
| --------------------------------- | ----------- |
| AllMusic                          | [ 3 ]       |
| Chicago Tribune                   | [ 4 ]       |
| The Encyclopedia of Popular Music | [ 5 ]       |
| Entertainment Weekly              | A           |
| NME                               | 6/10        |
| Pitchfork                         | 8.0/10      |
| Robert Christgau                  | [ 9 ]       |
| Rolling Stone                     | [ 10 ]      |
| The Rolling Stone Album Guide     | [ 11 ]      |
| Spin                              | 6/10        |

《Earthling》(《EART HL I NG》로 양식화함)은 1997년 2월 3일에 아리스타 레코드에서 발매된 영국의 음악가 데이비드 보위의 스물 번째 스튜디오 음반이다. 이 음반은 1990년대의 인더스트리얼과 드럼 앤 베이스 문화에서 부분적으로 영감을 받은 일렉트로니카 영향 사운드를 보여준다. 이 음반은 1974년 음반 《Diamond Dogs》 이후 첫 번째 음반이다.

## 음반 커버 및 제목
음반 커버에는 보위와 그의 밴드를 위해 무대 의상을 디자인한 알렉산더 매퀸이 디자인한 유니언 잭 기반의 코트를 입은 보위의 사진이 담겨 있다. 음반이 발매되기 전에 보위는 음반의 제목에 《Earthling》(복수형)을 사용하는 것을 고려했다.

## 곡 목록
작사는 모두 데이비드 보위가 맡았고, 작곡은 모두 특별한 언급이 없는 한 보위, 리브스 가브렐스 그리고 마크 플라티가 맡았다.
| #  | 제목                                | 작곡                | 재생 시간 |
| -- | ----------------------------------- | ------------------- | --------- |
| 1. | 〈Little Wonder〉                   |                     | 6:02      |
| 2. | 〈Looking for Satellites〉          |                     | 5:21      |
| 3. | 〈Battle for Britain (The Letter)〉 |                     | 4:48      |
| 4. | 〈Seven Years in Tibet〉            | 보위, 가브렐스      | 6:22      |
| 5. | 〈Dead Man Walking〉                | 보위, 가브렐스      | 6:50      |
| 6. | 〈Telling Lies〉                    | 보위                | 4:49      |
| 7. | 〈The Last Thing You Should Do〉    |                     | 4:57      |
| 8. | 〈I'm Afraid of Americans〉         | 보위, 브라이언 이노 | 5:00      |
| 9. | 〈Law (Earthlings on Fire)〉        | 보위, 가브렐스      | 4:48      |

## 인증
| 국가                       | 인증 | 판매량/출하량 |
| -------------------------- | ---- | ------------- |
| 프랑스                     | —    | 73,600        |
| 일본 (RIAJ)                | 골드 | 100,000^      |
| 라트비아 (LaMPA)           | 골드 | 4,000*        |
| 영국 (BPI)                 | 실버 | 60,000^       |
| ^출하량을 기반으로 한 인증 |      |               |